# Croignon
Croignon é uma comuna francesa na região administrativa da Nova Aquitânia, no departamento da Gironda. Estende-se por uma área de 4,59 km². Em 2010 a comuna tinha 674 habitantes (densidade: 146,8 hab./km²).